# Tetracosano
El Tetracosano, también llamado tetrakosane, es un alcano con la fórmula estructural H(CH2)24H. Al igual que otros alcanos, su nombre se deriva del griego para el número de átomos de carbono, 24, en la molécula. Tiene 14.490.245 isómeros constitucionales

## Extracción y producción
El tetracosano se encuentra en el mineral llamado evenkita en la Región Evenki en el Bajo Tunguska River en Siberia y en la cantera de Bucnik cerca de Konma en el este de Moravia, en la antigua Checoslovaquia. La evenkita se encuentra en forma de escamas incoloras y se ha reportado que presenta fluorescencia amarilla-naranja.
Además también se puede producir tetracosano mediante licuefacción directa del carbón debido a que este proporciona la mayor variedad de hidrocarburos saturados.
Las fuentes adecuadas para los n-alcanos (contando el tetracosano) con más de seis átomos de carbono son las fracciones apropiadas de destilado de petróleo, a partir de las cuales se pueden aislar las n-parafinas en una alta pureza isomérica (95% de linealidad) mediante técnicas de separación selectiva, especialmente la destilación fraccionada. 

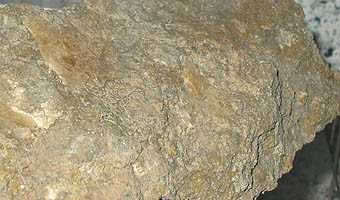
Una muestra de evenkite, la forma mineral de n-tetracosane